# Cyornis rufigastra
A Cyornis rufigastra a madarak (Aves) osztályának a verébalakúak (Passeriformes) rendjébe, ezen belül a légykapófélék (Muscicapidae) családjába tartozó faj.

## Rendszerezése
A fajt Thomas Stamford Raffles brit ornitológus írta le 1822-ben, a Muscicapa nembe Muscicapa rufigastra néven.

## Alfajai
- Cyornis rufigastra blythi (Giebel, 1875)
- Cyornis rufigastra kalaoensis (Hartert, 1896)
- Cyornis rufigastra karimatensis Oberholser, 1924
- Cyornis rufigastra longipennis Chasen & Kloss, 1930
- Cyornis rufigastra marinduquensis duPont, 1972
- Cyornis rufigastra mindorensis Mearns, 1907
- Cyornis rufigastra peromissus Hartert, 1920
- Cyornis rufigastra philippinensis Sharpe, 1877
- Cyornis rufigastra rhizophorae Stresemann, 1925
- Cyornis rufigastra rufigastra (Raffles, 1822)[2]

## Előfordulása
Brunei, a Fülöp-szigetek, Indonézia, Malajzia és Szingapúr területén honos. Természetes élőhelyei a szubtrópusi vagy trópusi mangroveerdők, mocsári erdők és cserjések, valamint ültetvények. Állandó, nem vonuló faj.

## Megjelenése
Testhossza 14–15 centiméter, testtömege 12,5–18 gramm.

## Életmódja
Gerinctelenekkel táplálkozik.

## Természetvédelmi helyzete
Az elterjedési területe rendkívül nagy, egyedszáma pedig csökkenő, de még nem éri el a kritikus szintet. A Természetvédelmi Világszövetség Vörös listáján nem fenyegetett fajként szerepel.